# Marist FC
El Marist Football Club, conocido anteriormente como Marist Fire Football Club, es un club de fútbol de la ciudad de Honiara, capital de las Islas Salomón. Compite en la  S-League, en la cual fue campeón en tres ocasiones: 2006, 2009 y 2016. Ejerce la localía en el Estadio Lawson Tama, con capacidad para entre 10 000 y 25 000 espectadores.

## Palmarés
- S-League (3): 2006, 2009 y 2016.